# Severn
Reka Severn (valižansko Afon Hafren, latinsko Sabrina) je z okoli 354 km najdaljša reka v Veliki Britaniji in druga na Britanskem otočju. Izvira na 610 m visoki gori Plynlimon blizu meje Ceredigion/Powys blizu Llanidloesa v Kambrijskem hribovju sredi Walesa. Nato teče skozi Shropshire, Worcestershire in Gloucestershire, mesta Shrewsbury, Worcester in Gloucester. S poprečnim pretokom 107 m³/s v Apperleyju, Gloucestershire, je Severn največja reka po pretoku vode v Angliji in Walesu.
Reka postane estuarij po drugem mostu čez Severn, med Severn Beachem, južni Gloucestershire, in Sudbrookom, Monmouthshire. Reka nato teče v Bristolski zaliv, izliva pa se v Keltsko morje in Atlantski ocean. Območje porečja je veliko 11.419 km² brez reke Wye in reke Avon (Bristol), ki tečeta v ustje reke Severn. Glavni pritoki so Vyrnwy, Clywedog, Teme, Avon (Warwickshire) in Stour.

## Etimologija in mitologija
Ime Severn naj bi izviralo iz keltskega izvirnega imena *sabrina-a z negotovim pomenom. To ime je potem v različnih jezikih postalo Sabrina pod Rimljani, Hafren v valižanščini in Severn v angleščini. Po ljudski etimologiji ime izhaja iz mitske zgodbe o nimfi Sabrini, ki je utonila v reki. Sabrina je v britski mitologiji tudi boginja reke Severn. Kot nimfa nastopa v pesnitvi Comus, a Mask, ki jo je napisal Milton v čast čistosti in je bila prvič predstavljena leta 1634 na gradu Ludlow  (A Mask presented at Ludlow Castle, 1634). Kip "Sabrine" je v vrtovih Dingle v Quarryju, Shrewsbury, v mestu je bila leta 2013 postavljena tudi kovinska skulptura. Na reko zelo vpliva plimovanje in s tem je povezano božanstvo Nodens (keltsko božanstvo, povezano z zdravljenjem, morjem, lovom in psi), ki je predstavljen na kočiji z ogromno školjko in jezdi na plimskem valu reke Severn.

## Pritoki
Reka Stour izvira na severu v Worcestershiru v Clent Hillsu v bližini cerkve svetega Kenelma v Romsleyju. Teče na sever v sosednjo regijo Zahodni Midlands v Halesowen. Nato teče proti zahodu skozi Cradley Heath in Stourbridge, kjer zapusti Black Country. Tu se ji pri Prestwoodu pridruži potok Smestow, preden se ovije okoli Kinverja, nato pa steče nazaj v Worcestershire, nato skozi Wolverley, Kidderminster in Wilden do sotočja z reko Severn v Stourportu ob Severnu.
Reka Vyrnwy, ki izvira ob jezeru Vyrnwy, teče proti vzhodu skozi Powys, preden oblikuje del meje med Anglijo in Walesom, reki Severn se pridruži v bližini Melverleya, Shropshire. Rea Brook teče severno od izvira v Stiperstones in se pridruži reki Severn pri Shrewsburyju. Tern teče južno od Market Draytona in se združi z rekama Meese in Roden ter priteče v Severn pri podeželskem dvorcu Attingham Park.
Reka 'Worfe se pridruži reki Severn tik nad Bridgnorthom. Na nasprotnem bregu so pritoki le potoki: Borle Brook, Dowles Brook, ki namaka Wyre Forest, Dick Brook in Shrawley Brook.
Reka Teme teče proti vzhodu od izvira v osrednjem Walesu, zajame mejo med Shropshirom in Herefordshirom, pridružijo se ji reke Onny, Corve in Rea, preden se končno pridruži reki Severn nekoliko nižje od Worcestera. Potok Shit blizu Much Wenlock je bil spremenjen in teče v Severn.
Ena od številnih rek, imenovanih Avon, v tem primeru Warwickshire Avon, teče proti zahodu skozi Rugby, Warwick in Stratford-upon-Avon. Nato se združi s pritokom reko Arrow, preden se dokončno izlije v Severn pri Tewkesburyju, Gloucestershire.
Pristanišče Bristol leži v estuariju reke Severn, kjer druga reka Avon priteče vanj skozi sotesko Avon.
Reka Wye teče od izvira v Plynlimonu v Walesu (3 km od izvira Severn) jugovzhodno skozi valižanska mesta Rhayader in Builth Wells. Vstopi v Herefordshire, teče skozi Hereford, kjer se ji kmalu zatem pridruži reka lugg, preden teče skozi Ross-on-Wye in Monmouth, nato proti jugu, kjer je del meje med Anglijo (Forest of Dean) in Walesom. V Severn se izliva v bližini mesta Chepstow, kar je nekoliko višje od Bristol Avona na nasprotnem bregu.
Reka Usk teče v estuarij reke Severn južno od Newporta.
Rad Brook je majhna reka v Shropshiru v Angliji. Teče skozi Shrewsbury in se tam izlije v Severn.

## Glavna naselja
Večja mesta, skozi katera teče Severn:
Powys:
- Llanidloes
- Newtown, Powys
- Welshpool

Shropshire:
- Shrewsbury (sedež grofije)
- Ironbridge
- Bridgnorth

Worcestershire:
- Bewdley in okoliške vasi
- Stourport
- Worcester (sedež grofije)
- Upton-upon-Severn

Gloucestershire:
- Tewkesbury
- Gloucester (sedež grofije)

## Promet

### Mostovi
Čez reko Severn je veliko mostov in mnogi so opazni že sami po sebi. Več jih je zasnoval in zgradil inženir Thomas Telford. Tu je tudi znameniti Iron Bridge v kraju Ironbridge, ki je bil prvi železni ločni most na svetu.
Dva cestna mostova čez Severn povezujeta Wales z južnimi okraji Anglije:
- most Severn-Wye – odprt leta 1966 na avtocesti M 48,
- drugi most čez reko Severn – odprt leta 1996 na avtocesti M 4

Pred gradnjo prvega mostu leta 1966 je bilo mogoče priti čez kanal s trajektom Aust.
Drugi pomembni mostovi so:
- most Buttington, zgrajen leta 1872,
- most Montford je prvi most, ki ga je oblikoval Thomas Telford, zgrajen je bil med letoma 1790 in 1792,
- Valižanski most je v središču Shrewsburyja, zgrajen je bil leta 1795 za 8000 £,
- Angleški most (English Bridge) je tudi v Shrewsburyju, ki ga je leta 1774 oblikoval in zgradil John Gwynn,
- most Atcham je star, zgrajen je bil leta 1774, medtem ko je novejši iz leta 1929 na cesti B 4380,
- most Alberta Edwarda v Coalbrookdalu, železniški most, odprt leta 1864,
- most Coalport, kot Ironbridge je izdelan iz litega železa, zgrajen je bil leta 1818,
- most Bewdley je zasnoval Telford, končan je bil leta 1798,
- most Holt Fleet v Worcestershiru, naredil ga je Telford, odprt je bil leta 1828,
- most Upton Town je bil zgrajen leta 1940, za povezavo med Worcestrom in Tewkesburyjem edini most,
- viadukt Queenshill je na avtocesti M 50 med priključkom 1 in 2,
- most Mythe je zasnoval Telford in bil odprt aprila 1826, je v Tewkesburyju,
- most Haw  je jeklen most zahodno od Tewkesburyja,
- most Maisemore je na A 417, zidan lok je iz leta 1230,
- Over Bridge je zidan lok je zgradil Telford,
- več železniških mostov – zadnji most pred Old Severn Crossing, je 30 milj dolvodno.

### Železnica
Predor Severn, dokončan leta 1886, delo Johna Hawkshawa v imenu Great Western Railway, je v bližini cestnega drugega mostu čez Severn, kjer potekata velika glavna južnovaližanska proga in velika glavna zahodna proga pod estuarijem. Skozi predor vozijo tudi avtovlaki. Leta 1950 so vozili trije vlaki dnevno, včasih se jim je pridružil tudi potniški vlak.

### Nesreče
Na reki Severn je bilo veliko nesreč in so zahtevale številna življenja (podatki se razlikujejo, okoli 300 ljudi), še posebej v 20. stoletju. Železniški most Severn je bil hudo poškodovan zaradi trka dveh rečnih bark leta 1960, kar je povzročilo, da so ga leta 1970 podrli. V Arkendalu H in Wastdalu H je umrlo pet članov posadke. V letu 2007 je reka poplavljala.

### Plovnost
Reka je plovna med Pool Quayem v bližini Welshpoola in Stourporta. Ta odsek reke ima malo prometa, razen manjših zasebnih čolnov, kanujev in nekaterih ponudnikov čolnov v Shrewsburyju. V Stourportu je reka bolj plovna za večja plovila in uporabniki potrebujejo dovoljenje uradnega organa, sklada Canal & River. Ob spomladanski visoki vodi reko lahko zaprejo za plovbo.
Na zgornjem odseku nad Gloucestrom se reka deli na dva dela in teče na obeh straneh otoka Alney. Zahodni kanal ni več ploven. Vzhodni kanal je ploven do Gloucestrskih dokov, od koder Gloucestrski kanal in kanal Sharpness zagotavljata plovnost na jug. Med doki in Llanthony Weir so označene običajne meje plimovanja (NTL) na vzhodnem kanalu reke.
V plimskem odseku reke pod Gloucestrom je pristojni pristaniški organ Gloucester Harbour Trustees.

### Zapornice
Na spodnjem delu reke Severn so zapornice, ki omogočajo morskim plovilom doseči Stourport. Najbolj severne so na Lincombe, približno kilometer nižje od Stourporta.

### Pridruženi prekopi
Staffordshirski in Worcestrshirski kanal, Worcestrski in Birminghamski kanal (oba ozka) ter Herefordshirski in Gloucestershirski kanal se pridružijo Severn v Stourportu, Worcestru in Gloucestru, kanal Droitwich Barge, širok kanal, se pridruži reki Severn v Hawfordu, v bližini reke Salwarpe, in se poveže s prekopom Droitwich (ozek), ki nato poveže kanala Worcester in Birmingham. Dva kanala Droitwich so ponovno odprli leta 2010 po večjih obnovah.
Gloucestrski kanal in kanal Sharpness povezuje reko Severn v Gloucestru s Severnom pri Sharpnessu ter se izogiba odseku reke s plimovanjem, ki je nevarna za plovbo. Stroudwater Navigation se pridruži plimskemu delu reke Severn pri Framilodu, vendar je od leta 1920 priključen reki samo prek Gloucestrskega in kanala Sharpness.
Kanal Lydney je kratek in povezuje Lydney do reke.
Del reke med Tewkesburyjem in Worcestrom je del Avon Ring, ki je 175 km dolga krožna plovna pot, ki vključuje 129 zapornic in zajema dele treh drugih vodnih poti.

## Estuarij reke Severn
Reka postane plimska pri Maisemore, zahodnem kanalu severno od Gloucestra in pri Llanthonyja Weir pri vzhodnem kanalu. Plimovanje reke dolvodno od Gloucestra včasih označujejo kot estuarij reke Severn, vendar se običajno šteje, da nastane po drugem mostu čez Severn v bližini Severn Beacha, južnega Gloucestershira (točke, do katere sega pristojnost Gloucester Harbour Trustess) ali pri Austu, mostu čez Severn.
Estuarij sega do črte od točke Lavernocka (južno od Cardiffa) do Sand Pointa blizu Weston-super-Mara. Zahodno od te črte je Bristolski zaliv. V estuariju (ali Bristolskem zalivu v zadnjih dveh primerih, odvisno od tega, kje je meja) so kamniti otoki, imenovani Denny Island, Steep Holm in Flat Holm.
Estuarij je približno 3,2 km širok pri Austu in približno 14 km med Cardiffom in Weston-super-Maru.

## Morje Severn
Do tudorskega obdobja je bil Bristolski zaliv znan kot morje Severn in je še vedno v valižanščini kot kornijščini (Môr Hafren in Mor Havren oziroma z  Môr , kar pomeni morje).
V 18. stoletju so bile obale Devona, Somerseta in Exmoora polne tihotapcev. Obalna straža je pregledala obale vsako noč, v vsakem vremenu, en človek je bil za vsako četrtino milje poti. Skoraj vsak častnik in človek kraljeve mornarice je sodeloval pri tihotapljenju ali preprečevanju.

## Plimski val
Zanimiv pojav, povezan s spodnjim tokom reke Severn, je plimski val, ki se včasih dvigne nekoliko višje od pristanišča Sharpness.
Pogosto so trdili, da je rečni estuarij, ki se izliva v Bristolski zaliv, drugo največjo plimovanje na svetu – 15 m –, presega ga le zaliv Fundy. Vendar pa je lahko plimovanje večje v manj znanem zalivu Ungava v Kanadi. Med najvišjim plimovanjem naraščajoča voda kot val drvi navzgor proti rečnemu toku. Največji valovi so spomladi, manjši so vse leto. Val spremlja hiter dvig nivoja vode, ki traja še približno eno uro in pol po plimskem valu.

## Industrija
4,8 km dolg odsek reke Severn v Shropshiru je znan kot soteska Ironbridge. Leta 1986 je bila uvrščena na seznam Unescove svetovne dediščine. Njen zgodovinski pomen je zaradi vloge kot središča železarstva v zgodnjih fazah industrijske revolucije. Soteska in vas Ironbridge sta dobili ime po železnem mostu čez Severn, zgrajenem leta 1779, ki je bil prvi ločni most iz litega železa, zgrajen na svetu.

## Prostoživeče živali
Bregovi estuarija so pomembni za hranjenje ptic močvirnikov, zlasti v državnem naravnem rezervatu v zalivu Bridgwater in območju za zaščitene ptice pri Slimbridgeu. Habitat rečnega prodnika je mogoče najti tudi v spodnjem delu estuarija, znanem po ogroženi polonici.